# Borborema Potiguar (tiểu vùng)
Borborema Potiguar là một tiểu vùng thuộc bang Rio Grande do Norte, Brasil. Tiều vùng này có diện tích 3922 km², dân số năm 2007 là 125659 người.